# 甲斐庄正述
甲斐庄 正述 （かいのしょう まさのぶ、生年不詳 - 万治3年6月5日（1660年7月2日））は、江戸幕府の旗本。旗本甲斐庄氏3代目。甲斐庄正房の子。通称、喜右衛門（7代正壽まで同名を名乗る）。普請奉行、第17代長崎奉行を務める。室は徳川忠長家臣、大河内金七郎某の娘。子に甲斐庄正親、土屋正敬（土屋勝正養子）、甲斐庄正奥、甲斐庄正之、宮崎重政室、大森好輝室。
普請奉行を務めたのち、慶安5年（1651年）6月、長崎奉行に就任する。
明暦2年（1656年）冬、著者の沢野忠庵が記したローマ字の状態であった「乾坤弁説」の翻訳を西吉兵衛（西玄甫）と向井玄升に、さらに向井玄升には弁説を行うことを指示した。
明暦3年（1657年）に、肥前国大村藩領内での大規模な禁教違反事件「郡崩れ」を相役の黒川正直と共に担当し、厳正に処分した。万治2年（1659年）外国船の見張りの重要性から、農民などに見張らせていたが、新たに遠見役の公儀役人を新設した。翌年、在職中に江戸にて没する。
『大猷院殿御実紀付録』によると、長崎奉行に就任した時、将軍徳川家光の御前に召され、「わが国が、もし外寇によって、いささかでも領土が掠められるようなことがあれば日本の恥辱であるぞ」と、その責任の重大さを家光自ら彼に説き「さらば長崎奉行の職は大事なれば、よく心ゆるびなく、おごそかに慎むべし」と、言い含められたという。

## 甲斐庄家の親戚
甲斐庄正述、正親の血縁者が、旗本の土屋、大森、加藤の遺跡を継ぎ、幕府内の重要な役職を得ている。○に数字は、各家の家督を継いだ順位。
```
甲斐庄　　　　　　　　　　　　　　　　　　　　　　　　　　　　 　　　　　　　　　　　          　　　③大森
 正述【
長崎奉行
】　　　　　　　　　　　　　　　　　　　　　　　　　　　　　　　　　　　　          　　
好長
【
目付
】
　｜＿＿＿＿＿＿＿＿＿＿＿＿＿＿＿＿＿＿＿＿＿＿＿＿＿＿＿＿＿＿＿＿＿＿＿＿＿＿＿＿＿＿＿        　＿＿｜＿＿
　｜　　　　　　　　　　　　　｜        　　　　　　 　　　　　｜　　　｜　　　｜　　 　 ｜　　　　｜　　　　｜
甲斐庄　  　　　　　　　　⑤土  屋     　　　　　　　　　　　甲斐庄　甲斐庄　宮  崎　  大　森 　④大森　　④加藤
 
正親
【
江戸南町奉行
】　　　　
正敬
【
目付
、
火付盗賊改方
】  　 　
正奥
　　
正之
   
重政
室　  
好輝
室 ＝＝
好輝
　　　
重長

　｜ 【
勘定奉行
】　　　　 　（④
土屋勝正
の養子）　         　  　　　　　  　　（娘）　  （娘）｜     　（③
加藤重正
の養子）
　｜　　  　　 ＿＿＿＿＿＿＿＿｜＿＿＿＿＿＿＿＿                       　     　　　　　　  　｜    
　｜　　　　　｜         　　　　　　　　　　　 ｜　　　　　　　　　　　     　　　　　  　　　｜
　｜　　　⑥土　屋   　　　　　　　　　　 　⑥大  森　　　　　　　　　      　　　　　　  　 大　森
　｜　　　　 
正慶
【
大目付
、
田安家
家老
】　　　  
時長
【
目付
、
長崎奉行
】　　　　       　　　　 
勝長
室
　｜　                                       （⑤
大森勝長
の養子）　　　　　　   　　　 　  　  （娘）
　｜ 
　｜＿＿＿＿＿＿＿＿＿＿＿＿　　　　 　　
　｜　　　                 ｜
甲斐庄　　 　　　　　　⑤加藤
茂雅

 
正永【
目付
】      　　（④
加藤重長
の養子）                   
```